# Pteris guangdongensis
Pteris guangdongensis är en kantbräkenväxtart som beskrevs av Ren-Chang Ching. Pteris guangdongensis ingår i släktet Pteris och familjen Pteridaceae. Inga underarter finns listade.